# 碾庄战役
碾庄战役是第二次国共内战淮海战役中第一阶段的战役。黄百韬率领的国军第7兵团在江苏邳县碾庄圩被解放军消滅。战役从1948年11月7日开始，22日结束，历时半个月。它是一场决定性战役，从某种意义上讲碾庄战役决定了淮海战役的结局。

## 双方的战略
徐州剿总准备放弃海州，同时把海州第九绥靖区的44军，100军划入黄百韬第7兵团指挥，前提是黄百韬必须等到44军抵达后才能渡河撤退，为此等待了2天。在渡過运河时，又遭华野解放军袭击，损失惨重。当第7兵团抵达碾庄后，李弥第13兵团的撤退，64军军长刘镇湘的极力死守，以及蒋介石的指令，外加期间第三绥靖区何基沣、张克侠所部的反叛，致使华东野战军主力得以在碾庄缠住第7兵团。之后徐州方面采纳剿总副司令杜聿明的第二种方案，邱清泉，李弥两兵团从徐州支援，以实现在碾庄与华野决战。第7兵团剩余的4个军被华东野战军6个纵队合击，死守12天后被全歼，徐州增援部队也在徐东损失较大。此战之后，国军方面更显被动。

## 海州撤退
徐州方面为了收缩战线，决定放弃海州，同时把100军，44军划入第7兵团，前提是等待海州44军到来才能渡河。由于徐州剿总司令刘峙的私心，导致海州撤退非部队人数巨大，耗费了2天时间才与第7兵团汇合。

## 运河撤退
由于在2天的等待中，黄百韬没有派工兵搭设浮桥（一说徐州工兵未来搭设），导致10万大军及大批民众只能从唯一的铁桥渡河。为了渡河，许多部队甚至发生开枪夺路的事件。64军，44军率先渡河，63军因为铁桥拥挤从南边的窑湾渡河，25军，100军在渡河期间遇到华野的较大打击，100军44师作为后卫部队，被25军工兵误炸铁桥，致使该师2个团仍未渡河，随即被消灭。从窑湾渡河的63军，全军1万3千余人被全歼，軍長陳章陣亡。
陈士章《黄伯韬的起家和败亡》回忆：
黄伯韬兵团共辖有二十五，六十三、六十四、一百等四个军，又临时指挥第四十四军，五个军同走一架运河铁桥，先不用说要多少天才能过完，而且长径太长，无法应战。所以黄决定部署如下：（一）架桥纵列先在铁路桥北方架一平行的浮桥，勾通河两岸的公路。（二）令二十五军派一部占领牛山，掩护四十四军先行撤退，尔后担任对东方的警戒。（三）令一百军占领炮车，对北警戒，掩护六十三、六十四、四十四等三个军通过运河。但因情况紧张，郯城已失，各军各有打算。首先是一百军军长周志道坚决要求：架桥纵列归他指挥，先在炮车以西小河上架桥，才能在撤退时方便，否则不敢占领炮车，担任掩护。其次六十三军军长陈章自请由窑湾渡河，以免共走一个铁桥，拥挤不堪。黄认为这样右侧背可以借六十三军为掩护，但未考虑渡河船只的问题，就变更部署如下：（一）第二十五军先以四十师占领牛山，掩护四十四军撤退，务须于十一月七日以前通过运河，使二十五军得于十一月八日以前通过铁桥。（二）第一百军占领炮车，担任对北掩护，十一月十日兵团主力退过运河后，始能撤退。（三）第六十三军即由窑湾向碾庄撤退，并任兵团右侧背掩护。（四）第六十四军尽先通过运河铁桥，在碾庄东端占领阵地，策应第六十三军的渡河。（五）兵团司令部随六十四军撤退。（六）各军务到碾庄集中后，再向八义集、大许家转进。第六十三军正在窑湾渡河中间，苏北的解放军迅速掩至，全部被歼灭。第四十四军因拖带行政机关人员、职业学生、地主等十余万人，行动迟缓，六日始到城头。二十五军到八日始得由阿湖开始西撤，通过铁桥时，铁桥又被四十四军所拖带的非战斗人员的大车，小轿、箱笼、行李所阻塞，部队无法通过。而解放军已以狂风扫落叶之势，由南北两方面，加以夹击，一时炮弹横飞，落水死者无数。以致兵团骨干的二十五军，未及渡河，已损失过半。第一百军违令先派第四十四师提前于八日晚退过运河，但该师又不到碾庄，先到八义集。正遇到解放军解决了六十三军、乘胜截断黄兵团后路的苏北部队，加以包围，亦被解决。
李以劻《淮海战役蒋军被歼概述》回忆：
十一月六日下午六时许，第九绥靖区司令官【李延年】和我乘车先行由海州到达新安镇，用过晚餐即驱车到第七兵团司令部。刚抵该司令部门口，我即遇见该兵团第六十三军军长陈章，我们是广东同乡，陆大先后期同学，一见面他握着我的手不放，他说：“这次见面，我们要永别了，我是替死鬼呀。林湛有病走了，要我来接【林湛原是该军军长，一个月前调差由陈章继任】。现在敌人从南北两面来包围我兵团，黄司令官要我军从窑湾渡河，这样做全军危险。我非死不可呀！”当时我知道形势这样严重，非常惊奇，我劝慰了他，随即匆匆分手（我九日在徐州得悉陈章八日渡河时负重伤，不能行而自杀）。于是我迅速入见黄伯韬及其参谋长魏翱，黄刚刚举行紧急军事会报完毕，他马上就地图位置对李延年及我说明敌我形势，他说：“陈毅的部署是想先打七兵团，现在兵团战略位置非常不利，在新安镇打则孤军无援，如侧敌西进，到不了徐州就会遇敌。且徐州工兵团迄今未来架设运河桥梁，我已命六十三军从窑湾强渡，其余各军明早西行，转进太迟了。为了掩护四十四军从海州西撤，贻误戎机，全兵团将被围，陷全局于不利。国防部作战计划一再变更，处处被动，正是将帅无才，累死三军。这次会战如垮，什么都输光了，将来怎么办？国事千钧重，头颅一掷轻，个人生死是不足惜的。”当时他很激动，我们劝慰了他。是夜，李延年和我住在刘靖华家中大楼上，十一时左右，黄伯韬带着两个卫士前来刘家回访我们，谈了几十分钟。关于战场局势，他认为今日国共之争，与历史上楚汉相争在徐州附近一决雌雄的味道相似，论调悲观。告辞之后，我们送他到门外。我归来才睡下，黄伯韬又叫卫士来请我出来，时已午夜，黄对我说了如下几件事（黄的原话）：“(1)据今夜在郯城红花埠附近‘共匪’的侦察员供称，陈毅主力十多个纵队均南下，先头已到郯城、邳县、费县地区集结，南下时分无数纵队急行，由此判断，敌人不让我兵团西撤集结，先打我兵团是肯定了。你和吉公（李延年号吉甫）明早速行，以免路上出岔子。(2)我们哥俩都是陆大出来的，国防部多是我们同学，作战厅郭汝瑰、许朗轩、张宗良等人作出这样计划来，使人伤心，为陆大同学丢丑。大军作战，随时变卦，动摇军心，影响士气，难道他们不知道么？(3)兵团兵力十几万人，陈毅主力三十多万，如果集中来攻，本兵团是必败。尤以西撤途中，侧面受敌，随地应战，立足未定，各个击破，最堪忧虑。请告刘老总（刘峙）注意，要其他兵团快点集结，迟了就会误大事。(4)如我被围，希望别的兵团来救。古人说：胜则举杯相庆，败则出死力相救，我们是办不到的。这次战事与以前战役性质不同，是主力决战，关系存亡，请告老总，注意激励各级战场指挥官，否则同归于尽，谁也走不了。(5)老弟，你是总统派来视察战场的，请你面报总统，我黄某受总统知遇之隆，生死早置之度外，绝不辜负总统期望。我临难是不苟免的，请记下来，一定要转到岈！”他谈完，已是七日一时二十分，他最后又说了一句“国民党是斗不过共产党的，人家对上级指示奉行彻底，我们则阳奉阴违”。临别，我告诉他一定代为面报总统，并希望他为国珍重。这些是黄伯韬的遗言。

## 碾庄休整
第7兵团在碾庄休整期间，一百军军长令损失惨重的44师师长刘声鹤先期撤回徐州，进驻曹八集。但是遭到华野打击，全师3000余人基本损失殆尽，师长刘声鹤自杀。在碾庄休整期间，大部分高级军官主张继续西撤，只有保存完好的64军军长刘镇湘力主就地防守。由于第7兵团在渡河时损失巨大，此时仅仅7万人左右，加之蒋介石的固守待援的命令，致使黄佰韬兵团被钉在了碾庄，停止了西撤。

## 围攻碾庄圩
第三绥靖区何基沣、张克侠发动贾汪事变，率第59军及第77军两万余人大部投共，使得国军防线出现缺口，华野主力得以迅速南下包围碾庄。黄佰韬兵团陷入包围后，根据蒋介石的命令，转入依托原有工事固守待援。其兵团部位于碾庄圩，第64军在东，第44军在南，第100军在西，第25军在北，形成环形防御。蒋介石同时命令第2兵团(即邱清泉兵团)和李弥兵团由徐州沿陇海路东进增援。为迅速歼灭黄佰韬兵团，粟裕决定，以第7、第10、第11纵队在侯集、林佟山至大许家地域，实行正面防御；以苏北兵团各纵队从徐州东南侧击邱、李兵团之增援；以第4、第6、第8、第9、第13纵队和特种兵纵队围歼黄佰韬兵团。从11月12日开始，第8纵队由东向西攻击第64军，第9纵队由南向北攻击第44军；第6、第13纵队由西向东攻击第100军，第4纵队由北向南攻击第25军。 
由于各纵队从运动中仓促转入村落攻坚，准备不够、动作不协调，在最初几天进展缓慢，且伤亡较大。14日，粟裕决定采取“先打弱敌，后打强敌，攻其首脑，乱其部署”的战法，并调整部署。经过充分准备，从16日开始发起总攻击，至18日，歼灭第100、第44军。19日20时，第8、第9、第6、第4纵队在特种兵支援下，四面围攻黄佰韬兵团部所在地碾庄圩，激战至20日5时，将其歼灭。11月20日凌晨，解放军七十三团成功突入碾庄圩，第三营主攻第七兵团司令部，七连萧锡谦和政委迟浩田率领七连从街南向街北进攻，并攻入黄百韬司令部，缴获黄百韬的吉普车并俘虏上千国军。黄佰韬带残部撤至大垸上，指挥第25，64军继续顽抗。21日晚，第4、第8、第9纵队对大、小垸上发起攻击，至22日黄昏，全歼黄佰韬兵团。黄佰韬由碾庄东北之小费庄向西突围，至一独立家屋草堆下自戕。黄临死时对第二十五军副军长杨廷宴说：“我有三不解：（一）我为什么那么傻，要在新安镇等待四十四军两天；（二）我在新安镇等两天之久，为什么不知道在运河上架设军桥；（三）李弥兵团既然以后要向东进攻来援救我，为什么当初不在曹八集附近掩护我西撤。”黄死后，杨廷宴见解放军一个战士走来，就称死者是他的哥哥，只有兄弟二人，他是奉母命来探视哥哥的，不料哥哥被打死了，言罢伤心痛哭。那个解放军战士似乎很同情他，杨廷宴把黄百韬的手枪交给这个解放军战士，请协助他埋葬，两人埋下黄后，杨廷宴记下了地点并树立标志。李以劻《淮海战役蒋军被歼概述》回忆：“十一月二十二日七兵团彻底干净被歼，惟对黄伯韬生死未查明，刘峙很着急。据二十五军军长陈士章逃抵徐州说，二十一日夜突围，他和黄伯韬一道在黑夜中失去连络。迨二十三日，二十五军杨副军长化装“难民”逃回，向刘峙报告黄伯韬的死讯，才证实黄伯韬负伤后自杀了。据杨自述，突围时他和黄一道（按黄任军长时杨是黄的副军长，私谊甚好）。黄因负伤，杨扶他走到碾庄西南约十里的一棵大树下，黄坐下用名片写了几行字，说决以死报国，要杨将其击毙，免被共产党所辱。杨迟迟不下手，黄即拔枪向头部击了一弹而亡。杨埋尸树下，即逃回报告。刘峙得悉，即电报蒋介石，一面饬杨火速至碾庄运回遗体。于是杨在十二月上旬始将黄的棺材运回南京，在白下路殡仪馆停柩。”
此役双方均死伤惨重。25军军长陈士章，副军长杨庭宴，100军军长周志道，108师师长李世镜等突围成功；参谋长魏翱，64军军长刘镇湘，44军军长王泽浚等被俘。

## 徐东阻击
根据徐州剿总副司令杜聿明的建议，第一方案是徐州主力配合黄维兵团夹击中野，以实现华野主力救援中野解第7兵团之围，前提是黄佰韬能守住10天。第二方案是以邱，李两兵团增援黄佰韬。由于当时大部分人不相信黄佰韬能堅守十日，但结果黄佰韬守了12天。在坦克，飞机的支援下，邱，李两兵团在华野3个纵队的阻援下，以及杜聿明的尖坠战术，每天进展不到5公里。最后在离碾庄圩很近的地方戛然而止。

## 战斗序列
中華民國陸军第7兵团
- 司令：黄百韬
- 副司令：黄国梁、唐云山（均未到任）
- 参谋长：魏翱
- 第二十五军（陈士章）
- 第40师（曾正我）；第108师（李世镜）；第148师（刘清衵）
- 第四十四军（王泽浚）
- 第150师（赵壁光），该师投诚；第162师（李秾）
- 第六十三军（陈章）
- 第152师（雷秀民）；第186师（张泽琛）
- 第六十四军（刘镇湘）
- 第156师（刘镇湘）；第159师（刘绍武、钟世谦）
- 第一百军（周志道）
- 第19师（赵尧）；第44师（刘声鹤）；第63师（盛超）

备注：
1. 第二十五军第148师在宿县被歼。
2. 第一百军第19师在济南战役中被歼。
3. 第四十四军第162师486团在扬州未归建。

华东野战军
- 司令员兼政治委员陈毅(豫东战役后一直在中原野战军司令部任副司令员)
- 代司令员兼代政委粟裕
- 副政委谭震林
- 参谋长陈士渠
- 第一纵队司令员兼政委叶飞(第一、第二、第三师)
- 第三纵队代司令员孙继先、政委丁秋生(第八、第九师)
- 第四纵队司令员陶勇、政委郭化若(第十、第十一、第十二师)
- 第六纵队司令员王必成、政委江渭清(第十六、第十七、第十八师)
- 第八纵队司令员张仁初、政委王一平(第二十二、第二十三师、二十四师)
- 第十纵队司令员宋时轮、政委刘培善(第二十八、第二十九师)
- 特种兵纵队司令员陈锐霆(炮一、炮二、炮三团、工兵团、骑兵团、坦克大队)
- 两广纵队司令员曾生、政委雷经天
- 第35军军长吴化文政委何克希（第103、104、105师）
- 鲁中南军区司令员傅秋涛
- 苏北军区司令员管文蔚、政委陈丕显
- 冀鲁豫军区司令员赵建民、政委潘复生(独一、独三旅)
- 江淮军区司令员陈庆先、政委曹荻秋(第三十四、独立旅)